# Neosho (Schiff, 1939)

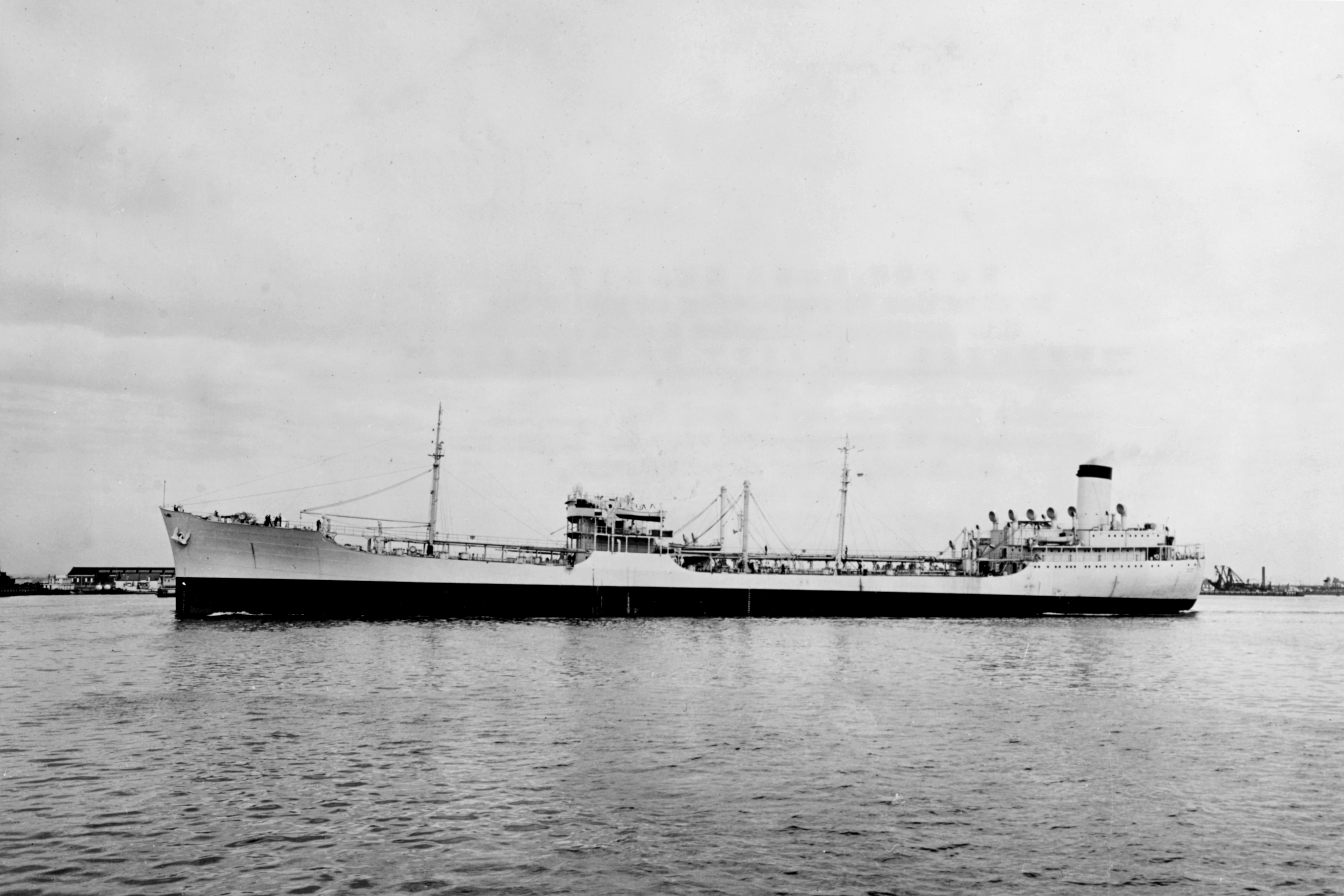
Neosho bei ihrer Indienststellung, noch ohne In-See-Betankungsgeschirr und Waffen, 1939

Die USS Neosho (AO-23) war ein Tanker der United States Navy im Zweiten Weltkrieg. Das Schiff wurde nach einem Fluss im US-Bundesstaat Kansas benannt und war der erste Flottentanker der US Navy, der diesen Namen trug. Nach dem Verlust des Schiffes 1942 wurde ein neuer Tanker (AO-48) auf den Namen USS Neosho getauft.

## Technische Beschreibung
Die Länge des Tankers betrug 168,55 Meter über alles und 160,02 Meter zwischen den Loten, die Breite 22,86 Meter. Die Wasserverdrängung ohne Ladung betrug 7.256 ts und maximal 24.850 ts (Tankkapazität 24.830 ts Öl), bei einer Größe von 11.335 BRT. Bei voller Ladung lag der Tiefgang bei 9,63 Metern. Die „normale Ladung“ lag allerdings nur bei 16.734 ts (Tiefgang 9,14 Meter). Angetrieben wurde das Schiff von zwei Turbinen-Sätzen auf zwei Schrauben, Leistung zusammen 13.500 shp (forciert 15.200 shp), für eine Höchstfahrt von 18,0 kn (Designwert, erreicht wurden auf den Probefahrten von der Neosho  18,30 kn und vom Typschiff Cimarron 19,28 kn). Dieser Wert war seinerzeit für einen Flottentanker sehr hoch, die meisten derartigen Schiffe fuhren damals nicht schneller als 10 kn. Der eigene Treibstoffvorrat lag bei 1.075 ts für eine Seeausdauer von 18.000 sm.
Die geplante Besatzung im Frieden betrug 69 Mann, im Krieg wurden jedoch weit mehr benötigt (Schwesterschiffe hatten bei Kriegsende bis zu 34 Offiziere und 267 Mannschaften an Bord).
Der Tanker wurde zunächst ohne die marinetypische Ausstattung mit Betankungseinrichtungen für Ölübernahme auf See und auch noch ohne Bewaffnung übernommen. Diese Einbauten wurden 1940/41 nachgerüstet. Allerdings erhielt die USS Neosho  nicht die auf dem Typschiff vorgenommene umfassende „Navalisierung“ mit vier modernen 127-mm-Geschütztürmen auf Basisring-Lafetten und zentraler Feuerleitung über ein FLG Mk.37 auf der Brücke (später sogar radargesteuert). Diese aufwendige Ausstattung wurde nur auf USS Cimarron, USS Platte und USS Salamonie eingebaut. Alle anderen Schwesterschiffe, darunter die USS Neosho, wurden als vereinfachende Maßnahme mit alten 76-mm-L/23-Geschützen (im Falle der USS Neosho  drei in gestaffelten Wannen am Bug) und einer 127-mm-L/25-Kanone am Heck sowie einigen Maschinengewehren ausgestattet.

## Geschichte

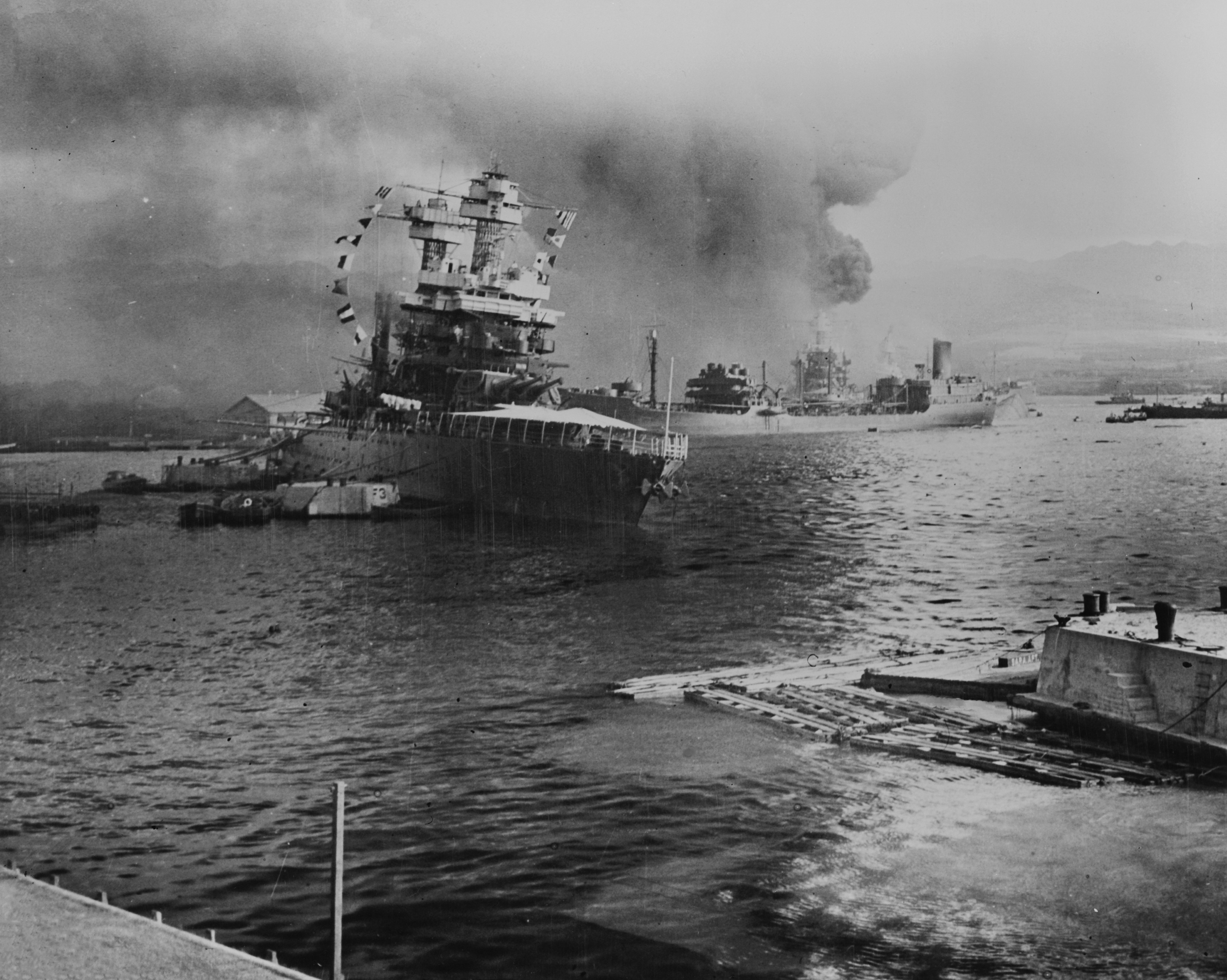
Die Neosho (im Hintergrund) versucht die „Battleship Row“ nach dem Angriff am 7. Dezember 1941 zu verlassen. Im Vordergrund die sinkende California.

Das Schiff gehörte zum T3-S2-A1-Typ (sog. Cimarron-Klasse), den ersten großen und modernen Flottentankern der US Navy, die kurz vor Beginn des Zweiten Weltkrieges erbaut wurden. Die Kiellegung der USS Neosho  fand am 22. Juni 1938 statt, am 29. April 1939 lief das Schiff vom Stapel (getauft von Mrs. Emory S. Land). Bauwerft war die Federal Shipbuilding & Drydock Company in Kearny, New Jersey, die das Schiff unter der werftseitigen Baunummer 152 im August 1939 als zweite Einheit der Klasse (nach dem Typschiff USS Cimarron) fertigstellte (Übergabe an die Marine am 8. August 1939). Das Schiff war wie seine elf Schwesterschiffe ursprünglich von der Firma Esso bestellt worden, wurde jedoch schon vor Fertigstellung von der Marine unter dem USMC-Programm (als dessen Nummer 6) gekauft und erhielt deshalb auch nie einen „Esso“-Namen. Das Kürzel T3-S2-A1 steht für Tanker (T) länger als 500 Fuß (3) mit einem Antrieb von zwei Turbinen (S2), erste Klasse und Bauform (A1).
Als Besonderheit der Klasse ist zu erwähnen, dass vier Einheiten nicht als Tanker, sondern mit Flugdeck als Geleitflugzeugträger fertiggestellt wurden (Sangamon-Klasse) und sich aufgrund ihrer Größe in dieser Aufgabe besonders bewährten.
Beim Kriegsbeginn stand der Tanker unter dem Kommando von Commander (später Konteradmiral) John Phillips (dem das Schiff auch bis zu seiner Versenkung ein halbes Jahr später unterstand). Die USS Neosho war zum Zeitpunkt des japanischen Angriffs im Dezember 1941 in Pearl Harbor in der „Battleship Row“ vor Ford Island verankert und mit dem Leeren der Flugzeugbenzinladung beschäftigt. Sie stellte dort unter dem Feuer japanischer Flugzeuge ein erhebliches Brand- und Explosionsrisiko dar, weshalb sie innerhalb von 30 Minuten fahrbereit gemacht und vorbei am sonstigen Inferno des Hafens schadenfrei aus der Gefahrenzone manövriert wurde. Sie blieb unbeschädigt; ihr Kommandant erhielt für diese Leistung das Navy Cross. Zum Kriegseinsatz wurden ihre veralteten Geschütze Anfang 1942 gegen ein modernes, aber offenes 127-mm-L/38-Geschütz am Heck und drei neue 76-mm-L/50-Flak am Bug ausgetauscht. Außerdem erhielt der Tanker im April 1942 an der US-Westküste als erste Einheit seiner Klasse die neuen 20-mm-Oerlikon-Maschinenkanonen (insgesamt acht Einzelgeschütze, zwei am Bug, zwei auf der Brücke, vier in den achteren Aufbauten). Der Tarnanstrich war auf den Seitenflächen einfarbig seeblau (Measure 11) mit dunkelblau gestrichenen Metalldecks. Radar erhielt das Schiff bis zu seiner Versenkung nicht.
Im März 1942 war das Schiff Teil der Task Force 11 um den Flugzeugträger Lexington bei den Operationen vor Neuguinea. Der Tanker wurde dann der Task Force 17 um den Flugzeugträger Yorktown zugeteilt und mit dieser Flotteneinheit im Mai 1942 in der Seeschlacht in der Korallensee eingesetzt. Am 3. Mai 1942 wurden Kampfeinheiten, darunter auch die Yorktown, von der Neosho betankt.

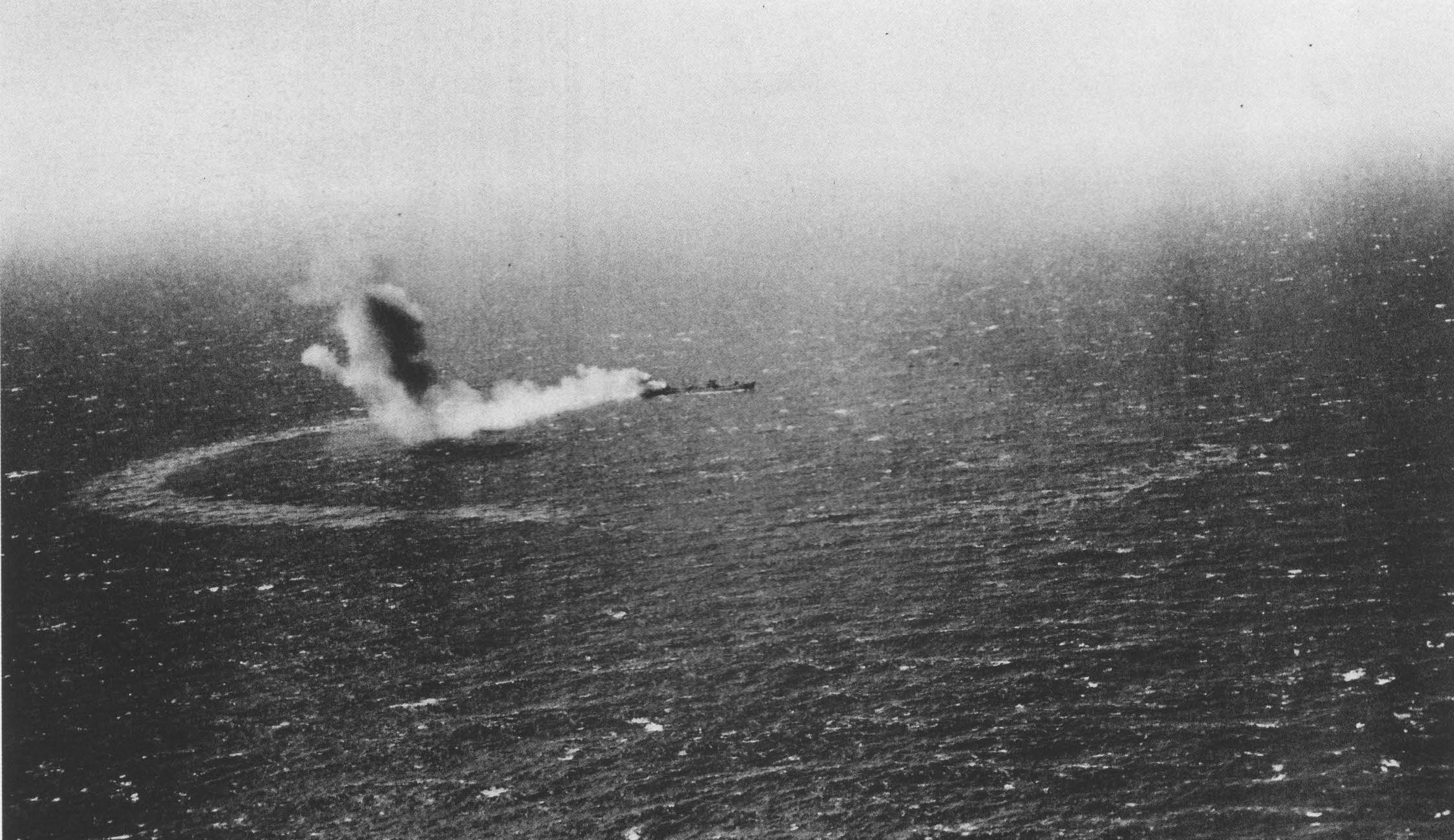
Die Neosho brennt nach Bombentreffern am 7. Mai 1942

Unter Begleitung des Zerstörers USS Sims wurde der Tanker zu einem neuen Treffpunkt geschickt. Dort wurde er am 7. Mai 1942 bei einem japanischen Luftangriff durch sieben Bombentreffer von Sturzbombern des Typs Aichi D3A1 Val der japanischen Träger Shōkaku und Zuikaku schwer beschädigt, nachdem vorher zwei Angriffe von Horizontalbombern des Typs Nakajima B5N2 Kate erfolglos geblieben waren. Der ebenfalls getroffene Begleitzerstörer USS Sims sank sofort und die USS Neosho brannte bis zum 11. Mai, immer noch schwimmend, aber ohne Antrieb und Steuerung, völlig aus. Aufgrund einer Fehlangabe ihrer Position wurde sie zunächst auch nicht gefunden. Erst am 11. Mai 1942 konnte ein Consolidated-PBY-Flugboot den Tanker ausmachen. Er wurde schließlich am Nachmittag dieses Tages vom Zerstörer USS Henley selbst versenkt, nachdem dieser die 123 überlebenden Besatzungsmitglieder der USS Neosho an Bord genommen hatte. Nur vier von 68 Männern, die nach dem vorzeitigen Verlassen des Tankers in ihren Rettungsflößen abgetrieben waren, konnten später noch vom Zerstörer USS Helm geborgen werden, wobei einer der Geretteten aber kurz darauf starb. Insgesamt überlebten nur 126 Mann der Besatzung, etwa die Hälfte. Genaue Verlustzahlen finden sich in der Literatur nicht.
Die USS Neosho erhielt für ihren Kriegseinsatz zwei Battle Stars. Alle elf Schwesterschiffe, darunter die vier Flugzeugträger, überdauerten den Krieg.
Einem ihrer Besatzungsmitglieder, Oscar V. Peterson, wurde posthum die Medal of Honor für seine Bemühungen verliehen, das Schiff trotz seiner bei dem Angriff erlittenen schweren Beschädigungen vor dem Untergang zu retten. Nach Peterson wurde 1943 die USS Peterson (DE-152), ein Zerstörer, und 2025 die USNS Oscar V. Peterson, ein Trossschiff, benannt.